# Condado de Washington (Carolina del Norte)
El condado de Washington (en inglés: Washington County, North Carolina), fundado en 1799, es uno de los 100 condados del estado estadounidense de Carolina del Norte. En el año 2000 tenía una población de 13 723 habitantes con una densidad poblacional de 15 personas por km². La sede del condado es Plymouth.

## Historia
El condado fue formado en 1799 en el tercio occidental del Condado de Tyrrell. Su nombre es por George Washington.

## Geografía
Según la Oficina del Censo, el condado tiene un área total de 1098 km² (423,9 mi²), de la cual 901 km² (347,9 mi²) es tierra y 197 km² (76,1 mi²) es agua.

### Municipios
El condado se divide en cuatro municipios: 
Municipio de Lees Mill, Municipio de Plymouth, Municipio de Scuppernong y Municipio de Skinnersville.

### Condados adyacentes
- Condado de Chowan norte (a través de Albemarle Sound)
- Condado de Perquimans noreste (a través de Albemarle Sound)
- Condado de Tyrrell este
- Condado de Hyde sureste
- Condado de Beaufort suroeste
- Condado de Martin oeste
- Condado de Bertie noroeste

### Área Nacional Protegida
- Lagos Pocosin Refugio de Vida Silvestre (parte)

## Demografía
En el 2000 la renta per cápita promedia del condado era de $28 865, y el ingreso promedio para una familia era de $34 888. El ingreso per cápita para el condado era de $14 994. En 2000 los hombres tenían un ingreso per cápita de $27 058 contra $19 477 para las mujeres. Alrededor del 21.80% de la población estaba bajo el umbral de pobreza nacional.

## Lugares

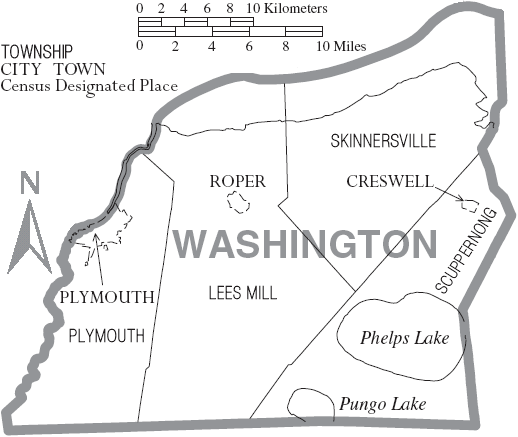
Mapa del Condado de Washington en Carolina del Norte con sus municipios

### Ciudades y pueblos
- Creswell
- Plymouth
- Roper